# Hyundai Entourage
La Hyundai Entourage è una monovolume di grandi dimensioni prodotta dalla casa automobilistica coreana Hyundai Motor Company dal 2007 al 2009. Nasce come erede del modello Trajet.

## Il contesto
L'Entourage non è altro che una versione rimarchiata con il marchio Hyundai della seconda generazione di Kia Carnival a passo lungo; nasce come grande monovolume per le strade americane nonostante sia prodotto in Corea del Sud. Le uniche differenze rispetto al modello Kia si concentrano nel frontale dove sono state modificate la calandra e la forma dei fari con una piccola rientranza nella zona inferiore.
Il design della carrozzeria resta invariato: il muso basso è stato voluto per garantire una maggiore protezione nel caso dell'investimento dei pedoni mentre la fiancata non presenta le porte posteriori scorrevoli elettricamente; la coda invece dispone di un ampio portellone e un paraurti di piccole dimensioni in rilievo. Alcune cromature rendono il complesso elegante.
Internamente invece la plancia espone delle rifiniture in finta radica nella zona centrale dove vengono raggruppati i principali comandi di audio e climatizzazione. La leva del cambio automatico si trova in posizione rialzata in modo da garantire un maggiore comfort nei passaggi di marcia sequenziali.
Sotto il punto di vista meccanico la Entourage sfrutta sospensioni a quattro ruote indipendenti con l'avantreno MacPherson e il retrotreno Multilink a cinque bracci. Il sistema anti bloccaggio (ABS) risulta di serie insieme al controllo elettronico della stabilità e al controllo della trazione. L'impianto frenante sfrutta quattro dischi. L'abitacolo dispone di 7 posti disposti su tre file di sedili, i rivestimenti in pelle sono disponibili solo per le versioni punta. La dotazione di serie è composta da airbag frontali, laterali e a tendina in grado di proteggere le teste dei passeggeri dalla prima alla terza fila. La carrozzeria è lunga oltre 5,13 metri mentre il passo è di 3,02 metri.
Nel 2009, in seguito allo scarso successo commerciale riscontrato, l'Entourage è uscito di produzione; poiché il mercato delle grandi monovolume negli ultimi anni ha subito un netto crollo delle vendite, la Hyundai ha dichiarato che non proporrà nessuna erede di questo modello che ha totalizzato solo 17.000 esemplari venduti tra il 2007 e il 2009.

## Motorizzazione
Il propulsore che equipaggia la Hyundai Entorage è un motore V6 alimentato a benzina da 3,8 litri facente parte della famiglia motoristica Lambda. Si tratta della stessa unità che equipaggia la quarta serie di Hyundai Grandeur con potenza massima di 242 cavalli (181 kw) a 6.000 giri al minuto per una coppia motrice massima pari a 340 N·m a 3.500 giri/min. Il cambio è un automatico a 5 rapporti con funzione sequenziale Sportmatic con Overdrive.